# Радзинский, Эдвард Станиславович
Э́двард Станисла́вович Радзи́нский (род. 23 сентября 1936, Москва, СССР) — советский и российский писатель, драматург, сценарист и телеведущий. Автор ряда популярных книг по истории России; многие из этих книг подвергались критике со стороны ряда профессиональных историков.

## Биография

### Ранние годы
Родился 23 сентября 1936 года в Москве в семье драматурга Станислава Адольфовича Радзинского (1895—1969) и старшего следователя по особо важным делам Софьи Юрьевны (Юлиановны) Радзинской (урождённой Козаковой, 1908—1991).
Отец происходил из зажиточной одесской еврейской семьи. Дед по отцу был родом из Лодзи, после переезда служил директором Одесского банка, был женат на дочери богатого зерноторговца из Кишинёва.
Дед по материнской линии, Юлиан Козаков (Казаков), был купцом, держал пароходство, торговал пушниной. Бабушка по материнской линии происходила из семьи известного адвоката Льва Абрамовича Куперника. Согласно А. В. Радзинской, Софья была незаконнорождённым ребёнком.
Годы войны Радзинский провёл в эвакуации, вернувшись в Москву в 1943 году. В 1959 году окончил Московский историко-архивный институт. Дипломная работа по теме «Источники о жизни и деятельности Герасима Степановича Лебедева» (научный руководитель А. А. Зимин, отзыв О. М. Медушевской) защищена 16 апреля 1959 года на «отлично».

### Творчество
В 1958 году на сцене Московского театра юного зрителя была поставлена первая пьеса писателя — «Мечта моя… Индия», посвящённая Герасиму Лебедеву, первому русскому учёному-индологу; по словам автора, она закончилась провалом, выдержав 14 представлений. Дипломная работа Эдварда Радзинского также была посвящёна Герасиму Лебедеву.
Анатолий Эфрос поставил в Театре имени Ленинского комсомола его пьесу «104 страницы про любовь». По пьесе был поставлен популярный фильм «Ещё раз про любовь» с Татьяной Дорониной и Александром Лазаревым в главных ролях.
Кроме Эфроса пьесы Радзинского ставили и другие выдающиеся театральные режиссёры: Георгий Товстоногов, Андрей Гончаров, Роман Виктюк, Валерий Фокин и другие. В 1990-х годах на московской сцене одновременно шло девять пьес Эдварда Радзинского: «Лунин», «Беседы с Сократом», «Театр времён Нерона и Сенеки», «Я стою у ресторана…», «Она в отсутствии любви и смерти», «Продолжение Дон Жуана», «Старая актриса на роль жены Достоевского», «Спортивные сцены 1981 года», «Приятная женщина с цветком и окнами на север».

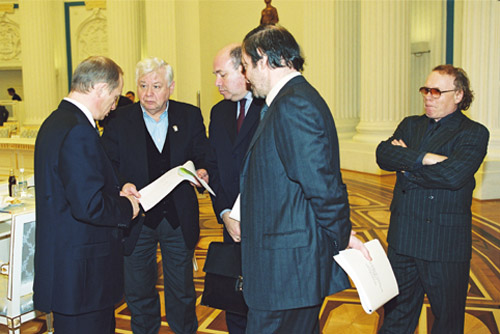
На встрече в Кремле (2002)

«Беседы с Сократом» не разрешали ставить шесть лет, «Театр времён Нерона и Сенеки» — четыре года. Радзинский даже заявлял, что для того, чтобы так ставиться, «нужна жизнь черепахи».
Является автором научно-популярных произведений о трагических периодах русской и мировой истории, о знаменитых исторических личностях. Он также делал телепередачи из цикла «Загадки истории», которые называет просветительскими. (По собственным словам, исторические книги стал писать с 1976 года, работая над трилогией «Последний царь (Николай II), Первый большевистский царь (Сталин) и грешный Мужик (Распутин)».)
Книги Эдварда Радзинского о Николае II, Распутине, Александре II и Сталине были переведены на английский, французский, немецкий, итальянский, испанский, португальский, греческий, датский, польский, финский, шведский, иврит и другие языки.
Пьеса «Последняя ночь последнего царя» основана на исследовании, которое в течение двух десятилетий проводил Эдвард Радзинский при подготовке своей книги «Жизнь и смерть Николая II». В 1989—1990 годах Радзинский впервые в СССР опубликовал записку Юровского о расстреле царской семьи, а также показания некоторых участников расстрела и телеграмму Ленину из Екатеринбурга о готовящемся уничтожении царской семьи. Соединив показания участников расстрела царской семьи, Радзинский, фактически не вставляя ни слова, заставил этих участников самих рассказать по секундам о цареубийстве. (См., к примеру, Э. Радзинский. Последний царь. М. 2015, Изд-во Аст, Ч. 3 «Ипатьевская ночь») Режиссёр Валерий Фокин поставил пьесу в 1990-х годах. Роли в спектакле исполняли Михаил Ульянов, Евгений Миронов, Александр Збруев, Ирина Купченко.
Член Совета по культуре и искусству при Президенте Российской Федерации (04.06.1999—17.03.2008), творческого совета журнала «Драматург», общественного совета газеты «Культура», академик Российской академии телевидения ТЭФИ. Председатель попечительского совета литературной премии «Дебют». Сопредседатель Литературной академии — жюри Национальной премии «Большая книга».
Выступает в лектории «Прямая речь».
В сентябре 2020 года запустил собственный YouTube-канал, где рассказывает об истории и театре, на начало июля 2024 г. канал набрал 415 тысяч подписчиков.

### Семья
- Сестра (от первого брака матери) — Александра Александровна Щепкина-Куперник (1927—2018)[23][уточнить].
- Первая жена (с 1955 по 1964 год) — Алла Васильевна Радзинская (урождённая Гераскина, 1930—2020), дочь детской писательницы Лии Гераскиной, актриса‚ сценарист телепередачи «Кабачок „13 стульев“», автор мемуаров; эмигрировала в США.
  - Сын — Олег Радзинский (род. 1958), писатель, участник диссидентского движения, политический заключённый, инвестиционный банкир, до 2006 года председатель совета директоров компании «Рамблер Медиа Групп», гражданин США[24]; проживает с семьёй в Лондоне, занимается литературной деятельностью. В РФ признан иностранным агентом (иноагентом)[25], соответствующая запись появилась в реестре Минюста РФ в 2023 году[26].
- Вторая жена (с 1966 по 1971 год) — Татьяна Доронина (род. 1933)‚ актриса, народная артистка СССР.
- Третья жена — Елена Денисова-Радзинская (род. 1960)‚ актриса театра и кино[27]. Пасынок — Тимофей Игоревич Денисов (род. 1983).

#### ДТП 2011 года
10 июля 2011 года в Подмосковье, управляя автомобилем Volvo XC90, Радзинский, выехав на полосу встречного движения, спровоцировал ДТП с Nissan X-Trail, в результате которого погибла 24-летняя девушка. По словам супруги писателя, после аварии он перенёс инфаркт. В больнице его состояние, как утверждают, начало ухудшаться, но затем, через два месяца, он выписался из больницы. Во время следствия Радзинский полностью признал свою вину.
10 сентября 2011 года Эдвард Радзинский впервые после аварии выступил в зале имени Чайковского с прочтением своей новой пьесы «Несколько встреч с господином Моцартом», которая продолжалась в течение трёх часов; в это же время, по словам Кирилла Чопорова (жениха погибшей в ДТП Марии Куликовой), «следствие затянулось, потому что Радзинский отказывается приходить на допросы в полицию». Как сообщил следователь родственникам погибшей, писатель утверждал, что не может прийти на беседу из-за плохого самочувствия.
В дальнейшем сроки следствия по делу о ДТП неоднократно продлевали. По мнению адвоката Сталины Гуревич, на затягивание сроков расследования суммарно почти на три года могла повлиять известность писателя.
Спустя полгода по результатам повторной экспертизы с Радзинского были сняты все обвинения и следствие в его отношении прекращено. В то же время в совершении аварии был обвинён водитель «Ниссана» Кирилл Чопоров. Родители Марии Куликовой и Кирилла Чопорова подали апелляционную жалобу. В ряде экспертиз была установлена вина обоих водителей, но окончательная экспертиза МАДИ установила единоличную вину Радзинского.
В 2014 году дело было производством прекращено по амнистии в честь 20-летия Конституции РФ, после того как Радзинский признал вину и попросил о снисхождении. 2 апреля 2015 года суд взыскал с Радзинского два миллиона рублей в качестве возмещения морального вреда в пользу отца погибшей.

## Отзывы и критика
Прочтя испанский перевод книг Эдварда Радзинского о Николае II и Иосифе Сталине, Габриэль Гарсиа Маркес написал: «Радзинский — тонкий психолог, прекрасно разбирающийся в людях, и живых и умерших. Он человек, который знает и, главное, любит свою страну. Он понимает её историю. Кому как не ему разгадывать ставшие уже притчей во языцех „загадки России“?!». Сам автор связывает причину всемирного успеха книги о Николае II c тем, что это книга не об убийстве, а о прощении, о чём Радзинский говорил неоднократно в своих интервью.
- Доктор исторических наук, профессор Е. Б. Заболотный и доктор исторических наук, профессор кафедры теории и истории международных отношений УрФУ, директор Центра исследования современного радикализма и экстремизма УрФУ В. Д. Камынин[41]:

Если историограф будет пытаться реализовать пожелание А. Г. Еманова обратиться «к инструментарию» oral history, интервьюированию современников, непосредственных участников и свидетелей историографического процесса и рассматривать всё это в качестве историографических источников, то его произведения будут относиться не к научному жанру, а к столь распространённому в последнее время жанру folk history, в котором пишут о нашей истории Г. В. Носовский, А. Т. Фоменко, С. Валянский, Д. Калюжный, В. Шамбаров, Э. Радзинский и многие другие авторы.

- Анализируя книгу Радзинского «Господи… спаси и усмири Россию. Николай II: жизнь и смерть» доктор исторических наук Л. А. Лыкова приходит к выводу, что автор преподносит новые архивные источники, но без упоминания где находятся документы и как стали доступны автору, при этом Радзинский по-своему «интерпретирует» содержание текста документа. Так, он изменил смысл телеграммы, отправленной Зиновьеву 16 июля, заменив слова про «условленный суд» на «условленную казнь». Таким образом, «некорректное обращение автора с архивными источниками требует критического источниковедческого подхода»[42].

## Работы

### Театральные постановки
- Мечта моя… Индия, 1960, МТЮЗ, режиссёр Б. Голубовский;
- Вам 22, старики! 1962, Ленком, режиссёр С. Штейн;
- 104 страницы про любовь, 1964, Ленком, режиссёр А. Эфрос;
- Ещё раз про любовь, 1964, БДТ, режиссёр Ю. Аксенов, руководитель постановки Г. Товстоногов;
- Снимается кино, 1966, Ленком, режиссёр А. Эфрос
- Обольститель Колобашкин, 1968; Театр на Малой Бронной, режиссёр А. Эфрос
- О женщине, 1970, МХАТ, режиссёр Б. Львов-Анохин;
- Монолог о браке, 1973; Ленинградский театр комедии, режиссёр К. Гинкас
- Турбаза, 1974, Академический театр им. Моссовета, режиссёр А. Эфрос;
- Беседы с Сократом, 1975, Академический театр им. Маяковского, режиссёр А. Гончаров;
- Продолжение Дон-Жуана, 1979, Театр на Малой Бронной, режиссёр А. Эфрос;
- «А существует ли любовь?» — спрашивают пожарные", 1979, Академический театр имени Пушкина, режиссёр Н. Шейко;
- Она в отсутствие любви и смерти, 1980, театр им. Маяковского, режиссёр В. Портнов;
- Лунин, или смерть Жака, 1982, Театр на Малой Бронной, режиссёр А. Дунаев;
- Театр времён Нерона и Сенеки, 1985, театр им. Маяковского, режиссёр А. Гончаров;
- Спортивные сцены 1981 года, 1986, Театр Ермоловой, режиссёр В. Фокин;
- Я стою у ресторана: замуж — поздно, сдохнуть — рано, 1987, театр им. Маяковского, режиссёр В. Портнов;
- Приятная женщина с цветком и окнами на Север, 1988, театр Эстрады, режиссёр Е. Лазарев;
- Старая актриса на роль жены Достоевского, 1988, МХАТ им. Горького, режиссёр Р. Виктюк;
- Наш Декамерон, исповедь пасынка века, 1989, Театр Ермоловой, режиссёр Р. Виктюк;
- Последняя ночь последнего царя, 1996, Москва Манеж, режиссёр В. Фокин
- Она в отсутствие любви и смерти, 2002, театр п/р Армена Джигарханяна, режиссёр Ю. Иоффе;
- Снимается кино, 2019, Театр им. Маяковского, Режиссёр Ю. Иоффе

### Программы на телевидении
1-й канал Останкино/ОРТ/Первый канал:
- Тайна Диего де Ланды, 1995 г.
- Провокаторство и крах империи, 2 серии. 1995 г.
- Пророчество Казота, 1995 г.
- Театральный роман. Анатолий Эфрос, 1995 г.
- Наполеон Бонапарт. Биография, 4 серии, 1996 г.
- Загадки истории. Убийство Распутина, 2 серии, 1996 г.
- Загадки Сталина, 4 серии, 1996 г.
- Театральный роман. Татьяна Доронина, 1996 г.
- Предсказание Сталина, 4 серии, 1997 г.
- Гибель галантного века, 4 серии, 1997 г.
- Театральный роман, 3 серии, 1998 г.
- Загадка Моцарта, 1998 г.
- Княжна Тараканова, 4 серии, 1999 г.
- У нас от ума — одно горе, 2 серии, 1999 г.
- Кровь и призраки Русской Смуты, 4 серии, 1999 г.
- Явление Распутина. Цари и безумцы, 3 серии, 1999 г.
- Иоанн Мучитель, 2 серии, 2000 г.
- Нерон, или Время антихриста, 2 серии, 2000 г.
- Крах империи. Убийство Распутина, 4 серии, 2000 г.
- Моя театральная жизнь, 4 серии, 2001 г.
- Роковые минуты истории, 4 серии, 2002 г.
- Александр II. Жизнь, любовь, смерть[43], 4 серии, 2003 г.
- Александр II. Загадка императора, 3 серии, 2004 г.
- Дом Романовых. Любовь и смерть[44], 4 серии, 2005 г.
- Гибель поэтов в России, 2 серии, 2007 г.
- Последняя ночь последнего царя[45], 2008 г.
- Загадка Казановы, 2 серии, 2008 г.
- Нерон, или Зверь из Бездны, 2 серии, 2008 г.
- Смерть Сталина. Другая версия[46], 2 серии, 2009 г.
- Наполеон. Жизнь и смерть[47], 4 серии, 2009 г.
- Снимается кино[48], 3 серии, 2009 г.
- Пророк и бесы[49], 3 серии, 2010 г.
- Адольф Гитлер. Путь во власть[50], 3 серии, 2011 г.
- Воскресшие тени: Иван Грозный и Владимир Старицкий[51], 2 серии, 2012 г.
- Царство женщин[52], 4 серии, 2017 г.

Канал «Россия-1»:
- Боги жаждут[53], 4 серии, 2015 г.

Канал «Культура»:
- Мой театр[54], 4 серии, 2007 г.
- Коллекция Эдварда Радзинского[55], 4 серии, 2012 г.
- Беседы с Сократом, 2013 г.
- Династия без грима[56], 5 серий, 2014 г.

### Программы на Ютуб-канале
- Коррупция в России, 2 серии, 24 сентября 2020 г.
- Мистика. Бесы, 1 октября 2020 г.
- Любовь в СССР, 8 октября 2020 г.
- Провокаторство, Часть 1, 15 октября 2020 г.
- Футбол в СССР, 22 октября 2020 г.
- Скандал в благородном семействе, Часть 1, 29 октября 2020 г.
- Провокаторство, Часть 2, 5 ноября 2020 г.
- Памяти Джигарханяна, 14 ноября 2020 г.
- Пророки оппозиции. Урок для власти, 19 ноября 2020 г.
- Лысых на фонарь. Я люблю тебя, Франсуаза, 26 ноября 2020 г.
- О Ленине, 3 декабря 2020 г.
- Никому не нужный Николай II, 10 декабря 2020 г.
- Скандал в благородном семействе. Княгини и палачи, Часть 2, 17 декабря 2020 г.
- Наш первый олигарх, 24 декабря 2020 г.
- Мистика чисел. Прощаясь с 2020, 31 декабря 2020 г.
- Глас времени. 1901 год, 7 января 2021 г.
- От Ильича до Ильича. Ленин. Брежнев, 14 января 2021 г.
- Солженицын. Казнить нельзя помиловать, 21 января 2021 г.
- Хрущёв. После деспота, 28 января 2021 г.
- Фурцева, 4 февраля 2021 г.
- Золотой дворец Нерона, 11 февраля 2021 г.
- Тайна расстрелянного маршала, 18 февраля 2021 г.
- Серый кардинал. Взгляд на историю из Политбюро, 25 февраля 2021 г.
- Олег Даль, 4 марта 2021 г.
- Павел I. Цареубийства в империи, 18 марта 2021 г.
- Актёры-боги. Андрей Миронов. «Продолжение Дон Жуана», 25 марта 2021 г.
- Страх недобитых, 8 апреля 2021 г.
- Культура и цензура, 15 апреля 2021 г.
- Ленин и Троцкий — «отцы» Сталина, 22 апреля 2021 г.
- Он всё предвидел. Как надвигалась мировая катастрофа, 6 мая 2021 г.
- Весёлая страна СССР. Воспоминания о будущем. Невыездные, 20 мая 2021 г.
- Ленин. Ревность. Любовь, 27 мая 2021 г.
- Романовы: последняя загадка. Записка Юровского. Царская семья. Расстрел, Часть 1, 10 июня 2021 г.
- Романовы: последняя загадка. Охота за документами. Царская семья. Расстрел. Секретные документы, Часть 2, 17 июня 2021 г.
- Романовы: измена, трусость и обман, 1 июля 2021 г.
- Романовы: последняя загадка. Год 1918, весна. «Но в ту весну Христос не воскресал», Часть 3, 8 июля 2021 г.
- Романовы: последняя загадка. «Ибо не ведают, что творят», Часть 4, 15 июля 2021 г.
- Воскресшие Романовы: последняя загадка. «В моём конце моё начало...», Часть 5, 22 июля 2021 г.
- Гибель героев. О героях, которые позволили себя погубить, 5 августа 2021 г.
- Троцкий. Великие шпионы и великий революционер, 19 августа 2021 г.
- Дочь Сталина. Бегство из отцовского рая, 26 августа 2021 г.
- Правила охоты на самодержца, 9 сентября 2021 г.
- Голоса сквозь столетия. Пётр I: две жены и два сына, 17 сентября 2021 г.
- Пророчество Чаадаева, 23 сентября 2021 г.
- Ван Гог из СССР, 1 октября 2021 г.
- Николай Бухарин. Любимец партии и Сталин, 14 октября 2021 г.
- Александр III. Путь в бездну, 28 октября 2021 г.
- Тайны истории. Царевна Софья, 11 ноября 2021 г.
- Екатерина II. Чума, бунт и коварство, 9 декабря 2021 г.
- Павлов, мятежный гений, 23 декабря 2021 г.
- Об уме вообще, о русском уме в частности, 30 декабря 2021 г.
- Власть, деньги и суд. Король-солнце, Фуке и Д’Артаньян, 7 января 2022 г.
- Толстой клевещет. Участники Бородино против «Войны и мира», 20 января 2022 г.
- Без царя не можем, 3 февраля 2022 г.
- Пётр I. Последняя тайна, 17 февраля 2022 г.
- 1939 год, 3 марта 2022 г.
- 1958 год, 24 марта 2022 г.
- Как спасти интеллигенцию, 7 апреля 2022 г.
- Глас народа, 21 апреля 2022 г.
- Мао Цзэдун. Вечная вахта «великого кормчего». Мао и тайный Брежнев, 5 мая 2022 г.
- Декабристы. Верноподданные и скверноподданные, 26 мая 2022 г.
- Власть и памятник, 9 июня 2022 г.
- Кто стоял за гибелью империи?, 23 июня 2022 г.
- Программа «Время». Памятка для эмигранта, 28 июля 2022 г.
- Пётр III. Загадочный император, 11 августа 2022 г.
- Русский трон. Меншиков и Пётр II. Мальчишка и генералиссимус, 8 сентября 2022 г.
- Проигранная свобода. Императрица Анна Иоанновна. Начало, 24 сентября 2022 г.
- Кровавые уроки истории. «Здесь надо править кнутом и топором», 13 октября 2022 г.
- Опасно лечить вождей. Последний день академика, 3 ноября 2022 г.
- Перевороты в России. Наш парламент с ружьями, 24 ноября 2022 г.
- Мгновения истории. Ленин, Сталин, Распутин и чудо, 8 декабря 2022 г.
- Императрица Елизавета Петровна. Фавориты и фаворитки, 29 декабря 2022 г.
- Екатерина II и великий сатирик. Александр Македонский и историк. О нетерпимости деспота к правде, 5 января 2023 г.
- Елизавета Петровна. Окончание легенды. Европа в объятиях Азии, 9 февраля 2023 г.
- Сиятельные шпионы и сиятельные воры. Как Анна Иоанновна решала судьбу Наполеона, 23 марта 2023 г.
- Тайны истории. Тамерлан и Сталин, 18 мая 2023 г.
- Василий Сталин. Отец ― о сыне, сын ― об отце, 6 июля 2023 г.
- Гитлер, интеллигенция и музыка, 31 августа 2023 г.
- Опасный шалаш Ленина. Корнилов наступает на столицу, 6 октября 2023 г.
- «Былое и думы»: как не остаться нищим. Герцен и Ротшильд против Николая Первого, 24 ноября 2023 г.
- Корней Чуковский для взрослых и детей, 1 февраля 2024 г.
- Керенский. Его как первую любовь, России сердце не забудет..., 21 марта 2024 г.
- «Мы дети страшных лет России...», 5 апреля 2024 г.
- Ленин и демократия. Бандитский Петроград. Бесславный конец нашего парламента, 3 мая 2024 г.
- Миллион для клоуна или прекрасные 90-е, 23 мая 2024 г.
- Александр Ширвиндт. Роман Виктюк, 19 июля 2024 г.
- Пушкин и царь, Дантес и Гончарова. Другая правда, 10 октября 2024 г.
- Великий насмешник Пётр Первый, 29 декабря 2024 г.
- О тайне вечной молодости на фоне уходящего Времени, 3 января 2025 г.
- Пётр Великий. Возмездие, 6 февраля 2025 г.
- Николай Первый, 14 марта 2025 г.
- «Остановите Землю, я хочу сойти!». О жертвах страшного времени и знаменитом писателе, 29 апреля 2025 г.
- Великолепная Пятёрка. Они изменили История, 3 июля 2025 г.

Телепрограммы, выложенные на Ютуб-канале:
- Адольф Гитлер. Путь во власть, 3 серии, 11-13 марта 2021 г.
- Пророк и бесы, 3 серии, 5-7 декабря 2021 г.
- Смерть Сталина. Другая версия, 2 серии, 5 марта 2023 г.
- Нерон, или Зверь из Бездны, 2 серии, 8 июня 2023 г.
- Театральный роман. Татьяна Доронина. Последняя великая актриса, 12 сентября 2023 г.
- Гибель поэтов в России, 2 серии, 9 ноября 2023 г.

Прочее:
- Эдвард Радзинский. Пролог, 17 сентября 2020 г.
- Зрителям. Всего лишь мнение, 12 ноября 2020 г.
- «Вся Русь — костёр... Гудит, ревёт». Максимилиан Волошин. 1919 год, 4 февраля 2021 г. (фрагмент выпуска «Никому не нужный Николай II»)
- Подписчикам. Эдвард Радзинский, 29 апреля 2021 г.
- Эдвард Радзинский читает стихотворения («Цицерон», «Китеж» и «Пророк»), 8 октября 2021 г.
- Диалог со зрителем. Ответы на вопросы, 25 ноября 2021 г.
- Эдвард Радзинский. Интервью Владимиру Познеру (Программа «Познер» от 2 февраля 2009), 16 апреля 2023 г.
- Итак, с Новым годом, 2 января 2024 г.

### Пьесы
- Мечта моя… Индия, 1960;
- Вам 22, старики! 1962;
- 104 страницы про любовь, 1964;
- Снимается кино, 1966;
- Обольститель Колобашкин, 1967;
- О женщине, 1970;
- Монолог о браке, 1973;
- Турбаза, 1974;
- Беседы с Сократом, 1975;
- Продолжение Дон-Жуана, 1979;
- «А существует ли любовь?» — спрашивают пожарные, 1979;
- Она в отсутствие любви и смерти, 1980;
- Лунин, или смерть Жака, 1982;
- Спортивные сцены 1981 года, 1981;
- Театр времён Нерона и Сенеки, 1985;
- «Я стою у ресторана: замуж — поздно, сдохнуть — рано», 1987;
- Приятная женщина с цветком и окнами на север, 1988;
- Старая актриса на роль жены Достоевского, 1988;
- Наш Декамерон, исповедь пасынка века, 1989;
- Последняя ночь последнего царя, 1996
- Палач: разговоры по пути на гильотину, 2007

### Книги

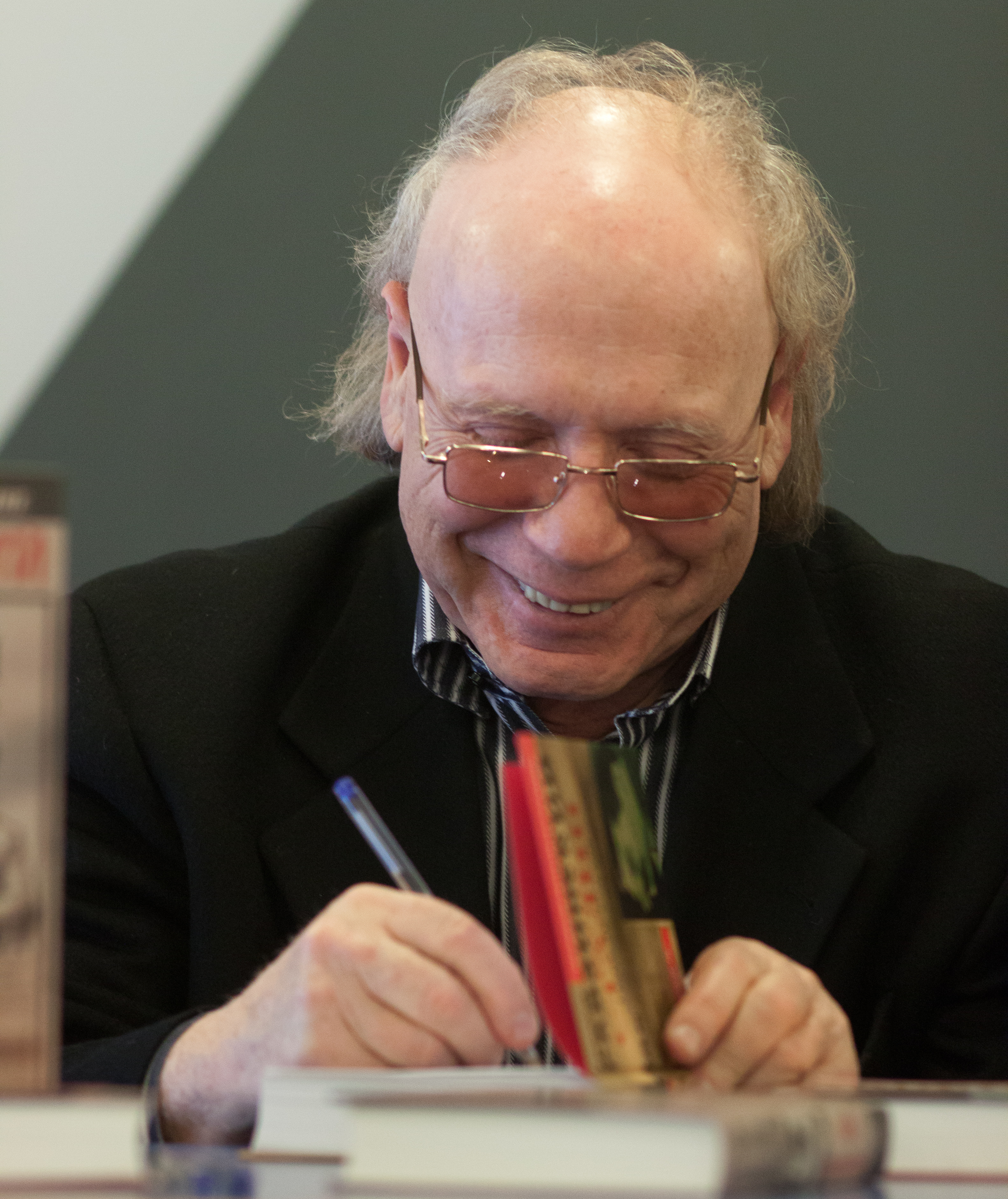
Эдвард Радзинский подписывает свои книги, 2013

- 104 страницы про любовь. М.: Искусство, 1965. — 8 500 экз.
- 104 страницы про любовь. Снимается кино. — М.: 1974.
- Театр: Сборник пьес. М.: Искусство, 1986; — 25 000 экз.
- Последняя из дома Романовых: Повести в диалогах. М.: СП «Вся Москва», 1989. — 100 000 экз.
- Последняя из дома Романовых. — М.: Московский рабочий, 1989. — 50 000 экз.
- Наш Декамерон. М.: Московский рабочий, 1990. — 50 000 экз.
- Наш Декамерон. М.: СП «Книга принтшоп», 1990. — 160 000 экз.
- Властители дум. — М.: Вагриус, 1993. — 50 000 экз.
- Загадки истории: Любовь в Галантном веке. М.: Вагриус, 1995. — 20 000 экз.; 1997.- 15 000 экз.
- «…И сделалась кровь». М.: Вагриус, 1996. — 20 000 экз.
- «Господи, спаси и усмири Россию…» — М.: Вагриус, 1993—150 000 экз.; 1995. — 15 000 экз.; 1996. — 20 000 экз.
- Загадки любви. М.: Вагриус, 1996, 2003;
- Сталин. М.: Вагриус, 1997, 2000;
- Николай II: жизнь и смерть. М.: Вагриус, 1995, 1997, 2000. — 11 000 экз., 2003;
- Собрание сочинений в 8 томах. М.: Вагриус, 1998—2001;
- Гибель Галантного века. М.: Вагриус, 1998;
- Кровь и призраки русской смуты. М.: Вагриус, 1999.- 15 000 экз.
- Княжна Тараканова. М.: Вагриус, 1999, 2003;
- Мучитель и тень. М.: Вагриус, 1998;
- Пророки и безумцы. М.: Вагриус, 1999;
- Парад богов. М.: Вагриус, 1999;
- Ещё раз про любовь. М.: Вагриус, 1999 — 11 000 экз; М.: Аргументы и факты, Экспресс-Сервис, Зебра-Е, 2006;
- Распутин. Жизнь и смерть. М.: Вагриус, 2000, 2003, 2011;
- Игры писателей. М.: Вагриус, 2001;
- Наполеон: жизнь после смерти. М.: Вагриус, 2002; Зебра-Е, 2006;
- Загадки истории. М.: Вагриус, 2003, АСТ, 2006;
- Загадки жизни и смерти. М.: Вагриус, 2003, 2004;
- Роковые минуты истории. Драма времен Великой Французской революции в трёх действиях. М.: Вагриус, 2003;
- Начало театрального романа. М.: Вагриус, 2004; Кровь и призраки русской смуты. М.: Вагриус, 2005;
- Последний царь Николай II. Жизнь и смерть. М.: Эксмо, 2005;
- Роковые минуты истории. М.: Аргументы и факты, Экспресс-Сервис, Зебра-Е, 2005;
- Загадки любви. М.: Аргументы и факты, Экспресс-Сервис, Зебра-Е, 2006;
- Загадка Бомарше. М.: Аргументы и факты, Экс-пресс-Сервис, Зебра-Е, 2006;
- Загадка княжны Таракановой. М.: Аргументы и факты, Экспресс-Сервис, Зебра-Е, 2006;
- Иван IV. Грозный. М.: Аргументы и факты, Экспресс-Сервис, Зебра-Е, Харвест, 2006;
- Ипатьевская ночь. М.: Зебра-Е, 2006; М.: АСТ, 2007;
- Исповедь сына нашего века. М.: Аргументы и факты, Экспресс-Сервис, Зебра-Е, 2006;
- Моцарт и Казанова. М.: Аргументы и факты, Экспресс-Сервис, 2006;
- На Руси от ума одно горе. М.: Аргументы и факты, Экспресс-Сервис, Зебра-Е, 2006;
- Сократ. М.: Зебра-Е, 2007;
- Три смерти. Зебра-Е, 2007;
- Николай II. М.: АСТ, 2007;
- Сталин. М.: АСТ, 2007;
- Палач. Зебра-Е, 2007;
- Александр II: жизнь и смерть. М.: АСТ, 2006. — 38 000 экз.; 2007 — 10 000 экз.; 2011 — 4 000 экз.
- Александр II. День последний. М.: АСТ, 2007
- Сталин: жизнь и смерть. М.: АСТ, 2009. (ISBN 978-5-17-047161-4).
- Железная Маска и граф Сен-Жермен. М.: Эксмо, 2010.
- Загадки истории. М., Астрель, К.: ТОВ ЦНМЛ, 2011.
- Николай II. М., Астрель, К.: ТОВ ЦНМЛ, 2011.
- Апокалипсис от Кобы. Иосиф Сталин. Начало. М.: Астрель, 2012. (ISBN 978-5-271-42442-7).
- Апокалипсис от Кобы. Иосиф Сталин. Гибель богов. М.: Астрель, 2012. (ISBN 978-5-271-43920-9).
- Апокалипсис от Кобы. Иосиф Сталин. Последняя загадка. М.: Астрель, 2012. (ISBN 978-5-271-45660-2, 978-5-271-44984-0)
- Князь. Записки стукача. М.: АСТ, 2013.
- «А существует ли любовь?» - спрашивают пожарники. — М.: АСТ, 2015. (ISBN 978-5-17-094505-4).
- Бабье царство. Русский парадокс. М.: АСТ, 2019

### Сценарии фильмов
- «Улица Ньютона, дом 1»
- «День солнца и дождя»
- «Ещё раз про любовь»
- «Чудный характер»
- «Каждый вечер в одиннадцать»
- «Ольга Сергеевна» (телевизионный фильм)
- «Москва, любовь моя»

### Аудиокниги
- «Наполеон: жизнь после смерти», читает Александр Клюквин, Издательский Дом Союз, 2005
- «Прогулки с палачом», читает Эммануил Виторган, Издательский Дом Союз, 2009
- «Несколько встреч с покойным господином Моцартом», читает Сергей Чонишвили, Издательский Дом Союз, 2009
- «Иоанн Мучитель», читает Валерий Золотухин, Издательский Дом Союз, 2009
- «Любовные сумасбродства Джакомо Казановы», читает Сергей Чонишвили, Издательский Дом Союз, 2009
- «Александр II», читает: Олег Исаев, АСТ Москва
- «Николай II: Жизнь и смерть», читает: Юрий Заборовский, 2008
- «Игры писателей. Неизданный Бомарше», читает: Маргарита Иванова, 2002
- «Крах империи. Убийство Распутина», читает: автор, издательство: 1-й канал, 2003
- «Апокалипсис от Кобы. Иосиф Сталин. Начало», читает Юрий Лазарев
- «Апокалипсис от Кобы. Иосиф Сталин. Гибель богов», читает Юрий Лазарев
- «Апокалипсис от Кобы. Иосиф Сталин. Последняя загадка», читает Юрий Лазарев
- «Распутин. Жизнь и смерть», читает Александр Клюквин, Издательский Дом Союз, 2021

## Признание и награды
- Орден «За заслуги перед Отечеством» IV степени (27 ноября 2006 года)[57] — За большой вклад в развитие отечественного телерадиовещания и многолетнюю плодотворную деятельность
- Почётный член Российской академии художеств[58]
- Международная премия святых равноапостольных Кирилла и Мефодия (1997)
- Премия «Литературной газеты» (1998)
- ТЭФИ (1997, 1999, 2003, 2004)
- Признан «человеком десятилетия» пользователями портала Rambler (2006)[59]
- Российская национальная актёрская премия имени Андрея Миронова «Фигаро» в номинации «За служение русскому репертуарному театру» (2012)[60]